# Magyarország bíróságai
Magyarország bíróságairól az Alaptörvény  25-28. cikkei rendelkeznek "Az állam" című fejezeten belül.A 25.cikk első három bekezdése meghatározza a bíróság feladatát és az ügyeket, amelyek a bíróság döntési jogkörébe tartoznak. Eszerint a bíróságok igazságszolgáltatási tevékenységet látnak el. Szintén a bíróság dönt büntetőügyben, magánjogi jogvitában, törvényben meghatározott egyéb ügyben, a közigazgatási határozatok törvényességéről, az önkormányzati rendelet más jogszabályba ütközéséről és megsemmisítéséről valamint a helyi önkormányzat törvényen alapuló jogalkotási kötelezettsége elmulasztásának megállapításáról.
A bíróságok az igazságszolgáltatást gyakorló, más hatalmi ágaktól független, politikailag és világnézetileg semleges, önálló hatóságok.
A bíróságok feladatait a bírók és egyéb bírósági alkalmazottak látják el. A bírákat a köztársasági elnök nevezi ki határozatlan időre, és adott esetben ő is menti őket fel. A bírák kinevezésének feltétele a büntetlen előélet, egyetemi jogi végzettség, jogi szakvizsga, legalább három év joggyakorlat és legalább egy év bírósági titkárként, ügyészségi titkárként, ügyvédként, közjegyzőként vagy jogtanácsosként teljesített munkaviszony, vagy legalább egy év kormánytisztviselőként, illetve köztisztviselőként központi közigazgatási szervnél közigazgatási, illetve jogi szakvizsgához kötött munkakörben teljesített munkaviszony, vagy nemzetközi szervezetnél ill. az Európai Unió valamely szervénél az igazságszolgáltatással összefüggő tevékenység valamint a 30. életév betöltése.
A bíróságok igazgatásának központi feladatait az Országos Bírósági Hivatal (OBH) látja el. A legmagasabb szintű bíróság Magyarországon  2012. január 1-jétől a Kúria (korábban a  Legfelsőbb Bíróság), amely biztosítja a bíróságok jogalkalmazásának egységességét az ítélőtáblákon, a törvényszékeken, a munkaügyi bíróságokon és a helyi bíróságokon. Jóllehet a bíróságok szintjei hierarchikusak, a bírói függetlenség elve szerint nincs köztük alá- és fölérendeltségi viszony.
Az Alkotmánybíróság alapvető feladata a törvényhozó és a végrehajtó hatalom alkotmányos működésének ellenőrzése, a rendes bíróságok ítélkezési munkájában nem vesz részt.

## A magyar bírósági rendszer története
"A civil jogszolgáltatásban a bírák ítélhetnek egymagukban is, de már a korai feudalizmusban bírótársakat (cojudices, cum judice in judicio assidentes, jurati assessores) vettek maguk mellé. Ezek részvétele több célt is szolgált: a több társsal törvénykező bíró nagyobb biztonsággal tudta alkalmazni a szokásjogot; a Jagelló-korban (A Jagelló-kor Magyarországon) már állandósultak az orsz. ~okban a protonotáriusok, az ítélőmesterek, kik a nagybírák jogban járatos állandó segítőtársai voltak." Az ítélőmesterek rendszerét a Tripartitum, vagy másként Hármaskönyv is megőrizte.
A kiegyezés nagyban befolyásolta a bírósági rendszert is Magyarországon.

## Az igazságszolgáltatás alapelvei
- 1. A bírói függetlenség elve
- 2. Az igazságszolgáltatás bírói monopóliumának elve
- 3. Az igazságszolgáltatás egységének elve
- 4. A társasbíráskodás, az ülnökök[5] részvételének elve
- 5. A bírósági tárgyalás nyilvánosságának elve
- 6. Az anyanyelv használatának elve
- 7. Az ártatlanság vélelmének elve
- 8. A védelem joga és az ügyvédség
- 9. A jogorvoslati jogosultság elve
- 10. A tisztességes eljárás elve

A bírói hatalom egyetlen korlátja a törvényeknek való alárendeltsége.
A bírák függetlenek, ítélkezésükben semmilyen módon nem befolyásolhatóak, politikai tevékenységet nem folytathatnak. Az ülnököket ülnökségük idején a bíróéval azonos jogok illetik meg és azonos kötelezettségek terhelik. Minden jogsérelem vagy jogvita elbírálására a bíróságnak van kizárólagos hatásköre, mely egyébként mindent megtesz a jogszabályok alkalmazásának egységességéért.
Bizonyos eseteket kivéve a tárgyalások nyilvánosak, azokon bárki részt vehet. Az érintettek jogosultak anyanyelvük használatára, a védelemre, és senki sem tekinthető bűnösnek addig, amíg bűnösségét jogerős bírósági határozat meg nem állapítja. A felek az ítéletek és a végzések ellen jogorvoslattal élhetnek, azaz fellebbezéssel, ha pedig az ítélet fellebbezés hiányában vagy fellebbezést követően másod- vagy. harmadfokon jogerőre emelkedett, meghatározott esetekben perújítást vagy felülvizsgálatot indítványozhatnak.

## Bíróságok hatáskörei – négyszintű ítélkezés
1. A helyi bíróság (járásbíróság illetve Budapesten a kerületi bíróságok) minden hatáskörébe tartozó ügyben (ezek nem súlyos vagy nagy horderejűek) első fokon jár el. Általában egyesbírák járnak el, kizárólag súlyosabb, nyolc évi szabadságvesztéssel is büntethető cselekmények miatt indult büntetőügyekben jár el egy bíróból és két ülnökből álló tanács. Ha a bíróság határozata ellen nincs fellebbezés, a határozat első fokon jogerőre emelkedik.
2. A megyénként egy, általában a megyeszékhelyen működő törvényszékek másodfokon elbírálják a helyi bíróságok és a munkaügyi bíróság ellen benyújtott fellebbezéseket. A súlyosabb ügyek (pl. emberölés) első fokon a törvényszékekhez kerülnek. Öt törvényszéken katonai tanács működik, és a munkaügyi bíróságok ennek székhelyén működnek. Ha a másodfokú ítélet ellentétes az elsőfokú ítélettel, lehetőség van újbóli fellebbezésre, ezzel az ügy harmadfokra kerül. 2020. március 31-től  megszűntek a közigazgatási és munkaügyi bíróságok (KMB-k). A közigazgatási perekben 2020. április 1-jétől első fokon nyolc törvényszék (Fővárosi Törvényszék, Budapest Környéki Törvényszék, Debreceni Törvényszék, Győri Törvényszék, Miskolci Törvényszék, Pécsi Törvényszék, Szegedi Törvényszék és a Veszprémi Törvényszék) jár el regionális illetékességgel.[7]
3. Az ítélőtábla (=táblabíróságok) adott régióra kiterjedő illetékességgel rendelkeznek. Másodfokon bírálják el a törvényszékek határozatai ellen benyújtott fellebbezéseket, továbbá büntetőügyekben harmadfokon a másodfokú ügyek elleni fellebbezéseket (polgári ügyekben harmadfokú eljárás nincs, csak perújítás vagy felülvizsgálat).
4. A Kúria elsősorban elvi irányítást gyakorol, és harmadfokon elbírálja az ítélőtáblák másodfokú büntetőügyeinek fellebbezéseit, valamint minden felülvizsgálati ügyben jár el. A Kúria a bírósági hierarchia csúcsán helyezkedik el. Elnök vezeti. A Kúria legfontosabb feladata az egységes és következetes bírói gyakorlat kialakítása; e feladatát ún. jogegységi határozatok meghozatalával látja el. Ezek a határozatok elvi jellegű iránymutatásokkal szolgálnak, és a bíróságokra nézve kötelező erővel bírnak.[8]

## A Magyar Királyi Kúria elnökei
1884 előtt a mindenkori országbíró töltötte be a Magyar Királyi Kúria elnöki tisztségét. Ezt a státuszt az 1884. évi XXXVIII. tc. változtatta meg, amikor az országbírói funkció pusztán szimbolikussá vált.
Magyar Királyi Kúria (1723–1949)
- Perczel Béla (1884–1888)
- Szabó Miklós (1888–1905)
- Oberschall Adolf (1906–1908)
- Günther Antal (1909–1920)
- Tőry Gusztáv (1920–1925)
- Juhász Andor (1925–1934)
- Osvald István (1934–1937)
- Töreky Géza (1937–1944)
- Szemák Jenő (1944–1945)
- Kerekess István (1945–1949)

## A Legfelsőbb Bíróság (1949–2012) elnökei

### A Magyar Népköztársaság Legfelsőbb Bíróságának elnökei
- Somogyi Ödön (1949–1950)
- Jankó Péter (1950–1953)
- Molnár Erik (1953–1954)
- Domokos József (1954–1958)
- Jahner-Bakos Mihály (1958–1963)
- Szalay József (1963–1968)
- Szakács Ödön (1968–1980)
- Szilbereky Jenő (1980–1990)

### A Magyar Köztársaság Legfelsőbb Bíróságainak elnökei
- Solt Pál (1990–2002)
- Lomnici Zoltán (2002–2008)
- Baka András (2009–2011)

## A Kúria elnökei
Kúria (2012–)
- Darák Péter (2012–2021)
- Varga Zsolt András (2021-től)[9]

## Külső hivatkozások
- Bíróságok.hu – Magyar bíróságok listája